# Abafum
Abafum (aussi Abafu, Abahum, Abbafum, Abafun, Abahun ) est un village du Cameroun situé dans la commune d'Ako. Il est rattaché au département du Donga-Mantung, région du Nord-Ouest. C'est aussi le siège d'une chefferie traditionnelle de 2e degré.

## Géographie
Le village est situé à l’extrême nord-ouest de l’arrondissement d’Ako. Il s’agit d’un village frontière avec le Nigeria.

## Population
En 1970, 355 villageois vivaient à Abafum, pour la plupart des Mbembe.
Lors du recensement de 2005, le village comptait 1 746 habitants, dont 856 hommes et 890 femmes.
Abafum est l'un des 18 villages frontaliers où l'on parle le mbembe tigon, une langue jukunoïde.

## Économie
Les villageois pratiquent plusieurs métiers dans les domaines de la pêche, l’exploitation forestière, l’artisanat, l’exploitation minière, l’agriculture, l’élevage bovin, l’apiculture, le commerce ainsi que la chasse. Les femmes sont présentes dans certains domaines notamment : l’artisanat, l’agriculture, l’élevage bovin, l’apiculture et le commerce.
L'apiculture est une activité particulièrement répandue dans la commune.
L'artisanat local inclut la fabrication de paniers, de fauteuils, de tambours en bois, de canots pour le transport à travers les rivières, et de vêtements.

### Commerce
Le cacao, l’huile de palme et le café produits dans la commune sont vendus aux commerçants nigérians et ne sont pas destinés au marché local. Les commerçants nigérians achètent le cacao directement sur les terres agricoles. Le village possède aussi des ressources de produits non ligneux comme les oignons sauvages, le poivre sauvage et le njangsan (Ricinodendron heudelotii).
La proximité avec la frontière nigériane permet au villageois ainsi qu'à la commune de participer au commerce international, le réseau routier mal entretenu ainsi que les habitudes des villageois d'utiliser le naira plutôt que le franc CFA sont des obstacles au développement du commerce intra-communal.

## Système éducatif
Il y a quatre écoles primaires dans le village, la GS Abafum, la G.S Abutu, la G.S Akwancha et la GS Mpetaba située à la sortie de la ville.
Il y a aussi une maternelle, la GNS Abafum.

## Réseau routier
Un sentier relie les villages de Ndaka et Abafum. Deux routes rurales permettent aussi de rejoindre Buku et Abongshie, et de continuer vers Ako, puis vers le sud de la commune.
Un sentier rejoint les villages de Kunge et Abafum.

## Santé et hôpitaux
Il n'y a pas de centre de soins dans le village.

## Accès à l'eau
Le village n'a pas de puits ou de château d'eau.

## Accès à l'électricité
Le village n'est pas connecté au réseau électrique.

## Développement d'Abafum
Le village possède un centre pour la jeunesse.
Le centre de développement communal d'Ako a listé les projets prioritaires pour le village. Les projets concernent le domaine de l'éducation, de la santé, du développement des transports, de l'accès à l'eau et à l'électricité. Ainsi, le centre développement communal d'Ako prévoit l'amélioration de la route de 16 km reliant Abafum à Buku, le terrassement de la colline d'Ekimi ainsi que la construction de ponts. Le projet prévoit également la construction d'une zone de captage d'eau potable et l'installation de 8 robinets dans le village ainsi que le raccordement de la ville au réseau électrique .
Une classe supplémentaire sera construite dans chacune des écoles primaires du village ; deux nouvelles classes seront construites dans la nursery GNS Abafum et une école d'enseignement secondaire la G.S.S Abafum permettra aux adolescents du village de poursuivre leur scolarité dans le village. Le village verra la construction de son premier centre de soins : le centre de santé intégré d'Abafum, la construction d'une salle culturelle et d'un marché .